# Anomophlebia furtiva
Anomophlebia furtiva är en fjärilsart som beskrevs av Turner 1908. Anomophlebia furtiva ingår i släktet Anomophlebia och familjen nattflyn. Inga underarter finns listade i Catalogue of Life.